# Colin Sturgess

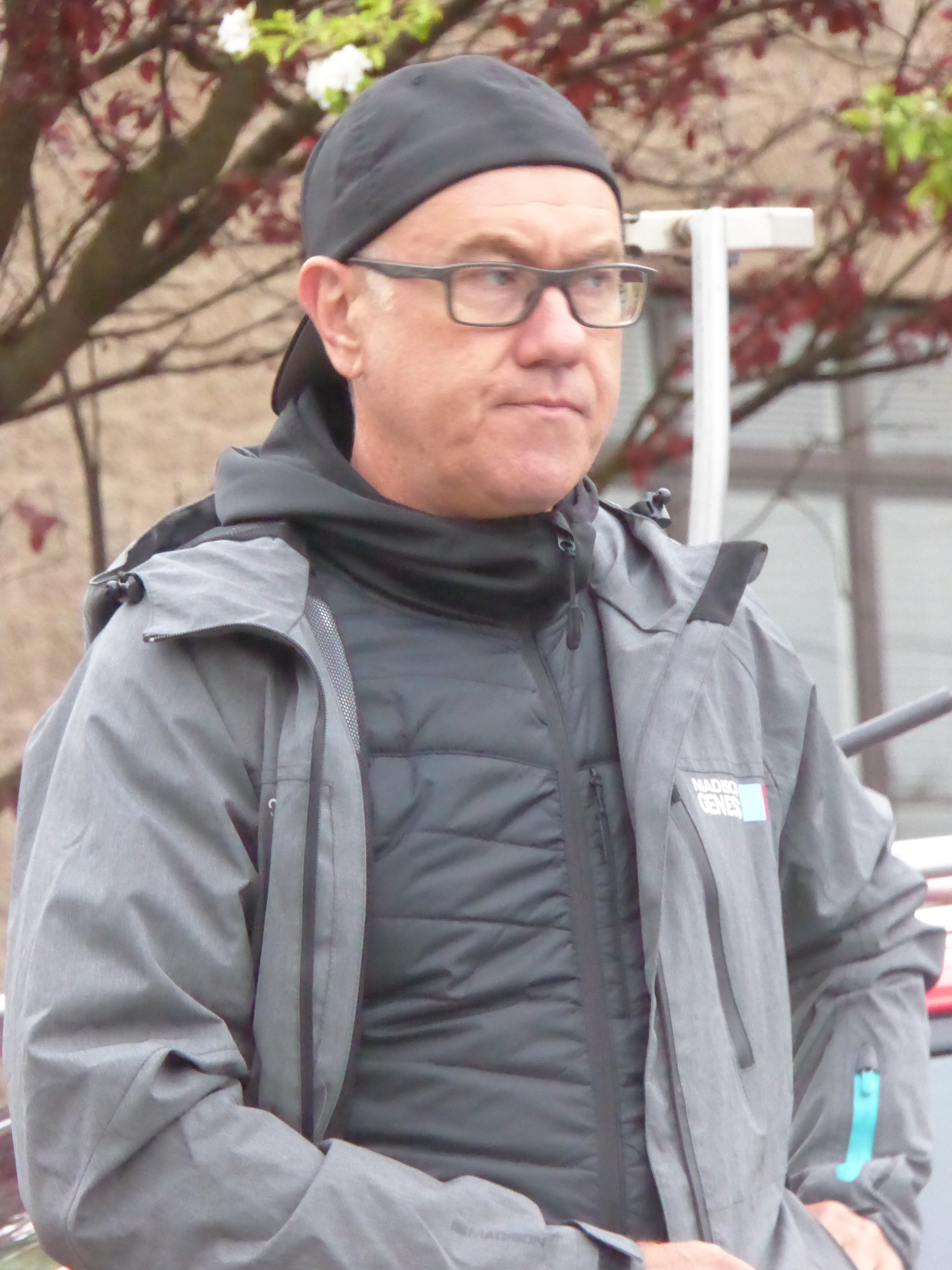
Colin Sturgess, 2018

Colin Sturgess (* 15. Dezember 1968 in Wakefield) ist ein ehemaliger britischer Radrennfahrer und Weltmeister.
Colin Sturgess, der in Südafrika aufwuchs, war auf Straße und Bahn aktiv. 1986 errang er die Silbermedaille in der Einerverfolgung bei den Commonwealth Games 1986 in Edinburgh. Bei den Olympischen Spielen 1988 in Seoul belegte er den vierten Platz in der Verfolgung. 1989 wurde er Weltmeister in der Einerverfolgung auf der Bahn, im Jahr darauf Britischer Straßenmeister. Bei der Bahn-WM 1991 in Stuttgart belegte er den dritten Platz in der Verfolgung.
1993 beendete Sturgess seine Radsport-Karriere. Er absolvierte ein Studium, wanderte nach Australien aus und gab dort eine Radsport-Zeitschrift heraus. Außerdem betreute er Radsportler als Trainer wie den Südafrikaner David George, der bei den UCI-Straßen-Weltmeisterschaften 1997 die Silbermedaille (U23) gewann.
Durch diesen Erfolg animiert kehrte Colin Sturgess als aktiver Radsportler zurück, fuhr erfolgreich bei den Australischen Meisterschaften mit und errang 1998 mit der englischen Mannschaft bei den Commonwealth Games in Kuala Lumpur die Silbermedaille in der Mannschaftsverfolgung (mit u. a. Bradley Wiggins und Robert Hayles). Er gewann 2000 das Rennen The Golden Wheel, ein traditionsreiches internationales Bahnrennen in London. Außerdem gewann er mehrere kleine Straßenrennen in Großbritannien, so die Tour of the Cotswolds.
Heute lebt Colin Sturgess in Hunter Valley in Australien und ist im Weinbau tätig (Stand 2010).